# Tellina versicolor
Tellina versicolor är en musselart som beskrevs av James Ellsworth De Kay 1843. Tellina versicolor ingår i släktet Tellina och familjen Tellinidae. Inga underarter finns listade i Catalogue of Life.